# Teofil Fabiny

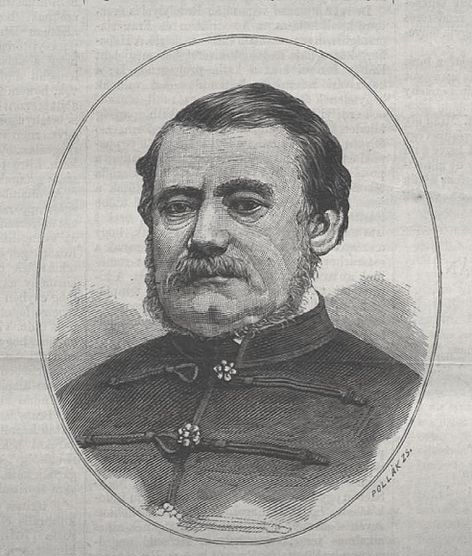
Teofil Fabiny (1886)

Teofil Fabiny (* 11. Oktober 1822 in Pest; † 4. März 1908 in Budapest) war ein ungarischer Politiker, Jurist und Justizminister. 

## Leben
Fabiny legte in Pest die Advokatenprüfung ab und trat in den Komitatsdienst ein. 1850 wurde er Richter und war 1861 an der Septemviraltafel (hétszemélyes tábla) als Richter tätig. Ab 1881 war er Richter am Obersten Gerichtshof (legfelsőbb ítélőszék). 1884 wurde er als Mitglied der Liberalen Partei Reichstagsabgeordneter für den Wahlkreis Törökkanizsa im Komitat Torontál. Nach dem Tod von Tivadar Pauler war Fabiny vom 15. Mai 1886 bis 9. April 1889 Justizminister im Kabinett von Ministerpräsident Kálmán Tisza. Von 1887 bis 1905 war er Reichstagsabgeordneter für den Wahlkreis Sopron im Komitat Sopron.